# Bitwa pod Borejkami
Bitwa pod Borejkami – walki 28 pułku piechoty Strzelców Kaniowskich mjr. Jana Tabaczyńskiego z oddziałami 18 Dywizji Strzelców w czasie majowej ofensywy wojsk Michaiła Tuchaczewskiego  w okresie wojny polsko-bolszewickiej.

## Przebieg działań

### Działania wojsk przed bitwą
14 maja ruszyła pierwsza ofensywa wojsk Frontu Zachodniego Michaiła Tuchaczewskiego. 
15 Armia Augusta Korka i Grupa Północna Jewgienija Siergiejewa uderzyły na pozycje oddziałów 8 Dywizji Piechoty i 1 Dywizji Litewsko-Białoruskiej w ogólnym kierunku na Głębokie, a 16 Armia Nikołaja Sołłohuba wykonała uderzenie pomocnicze w kierunku Mińska.
W rejonie Lepla i Uszacza oddziały 1 Dywizji L-B i 13 pułku piechoty z 8 Dywizji Piechoty nie wytrzymały uderzenia  4., 11., 56. i 5 Dywizji Strzelców i rozpoczęły odwrót. 
21 maja 1 Armia gen. Stefana Majewskiego została wzmocniona ściągniętą z rejonu Wilna 10 Dywizją Piechoty. Dywizja ta obsadziła linię obronną  między Szarkowszczyzną a Kozianami. Umożliwiło to wycofującym się 8 DP i 1 DLB oderwanie się od przeciwnika i zreorganizowanie oddziałów. 

### Walki 28 pułku piechoty
22 maja pułki 10 Dywizji ruszyły do przeciwnatarcia. Jego celem było umożliwić 8 Dywizji Piechoty i 1 Brygadzie Jazdy oderwanie się od przeciwnika i reorganizację wykrwawionych oddziałów.
28 pp Strzelców Kaniowskich mjr. Jana Tabaczyńskiego otrzymał rozkaz uderzenia od północy na Gołbię i nawiązania łączności z oddziałami 6 Dywizji Piechoty. Wsparcie artyleryjskie zapewniała 3/10 pułku artylerii polowej.
Idący na czele kolumny  II/28 pp zaatakował oddziały sowieckiej 18 Dywizji Strzelców broniące się na skraju lasu w okolicach Borejek. Oba skrzydła pozycji sowieckiej osłaniał bagnisty i trudny do przebycia teren.
5. i 6. kompanie 28 pp pod ogniem nieprzyjaciela przebiegły 700 m groblę i opanowały mostki prowadzące do wsi, a następnie samą wieś. 
Dalsze walki toczyły się w głębi lasu, a do walki weszły 7 i 8 kompania 28 pp.
Po opanowaniu skrzyżowania dróg pod Borejkami, dowódca pułku mjr Tabaczyński wprowadził do walki III batalion z zadaniem opanowania Gołbei. W trakcie marszu batalion wymiótł z kilku wiosek małe oddziały sowieckie, szturmem opanował wieś Olchwery i około 16.00 zdobył Gołbeje.
W tym czasie 6 Dywizja Piechoty zdobyła Duniłowicze, a rozpoznanie ustaliło, że skoncentrowana w rejonie Szarkowszczyzny sowiecka 56 Dywizja Strzelców dotkliwie odczuwa brak amunicji.
Dowódca grupy operacyjnej płk Małachowski wydał rozkaz uderzenia na Szarkowszczyznę i 28 pułk piechoty swoimi głównymi siłami ruszył do natarcia.
Na ubezpieczeniu w Gołbeje pozostawiono 9 kompanię por. Rogowskiego i 10 kompanię, zaś w Borejkach 7 kompanię por. Ciunelisa.
Gdy główne siły pułku odmaszerowały, ześrodkowane w okolicznych lasach oddziały sowieckiej 18 Dywizji Strzelców uderzyły na Gołbeje i rozbiły broniące się tam kompanie III batalionu. Pozostałe kompanie tegoż batalionu, wzmocnione 6 kompanią, okopały się na skrzyżowaniu dróg pod Borejkami. Około północy nieprzyjaciel obszedł lewe skrzydło III batalionu i uderzył na broniącą się w Borejkach 7 kompanię. Podpalone stodoły skutecznie oświetlały teren i przeciwnik został odparty.
Jednak dalsze pozostawanie w Borejkach groziło zniszczeniem całego pułku. Major Tabaczyński wydał rozkaz powrotu do wsi Bielki.
23 maja rozpoczął się ogólny odwrót wojsk polskich na linię Dryssa – Przedbrodzie – Duniłowicze – Budsław – rzeka Serwecz – Milcza – rzeka Omniszewka.

## Bilans walk
Pułk nie utrzymał Borejek. Jednak jego działanie przyczyniło się do oderwania od nieprzyjaciela 8 DP i 1 DLB i zreorganizowania swoich oddziałów. 
Nie są znane straty, jakie poniósł 28 pułk podczas walk w rejonie Borejek, ale przeszły one do tradycji pułku jako jedne z najkrwawszych. Zdobyto dwa karabiny maszynowe